# Marcantonio Franceschini
Marcantonio Franceschini (Bologna, 5 aprile 1648 – Bologna, 24 dicembre 1729) è stato un pittore italiano del periodo barocco, attivo principalmente a Bologna, sua patria. Era anche il padre e il maestro del pittore Giacomo Franceschini.

## Biografia

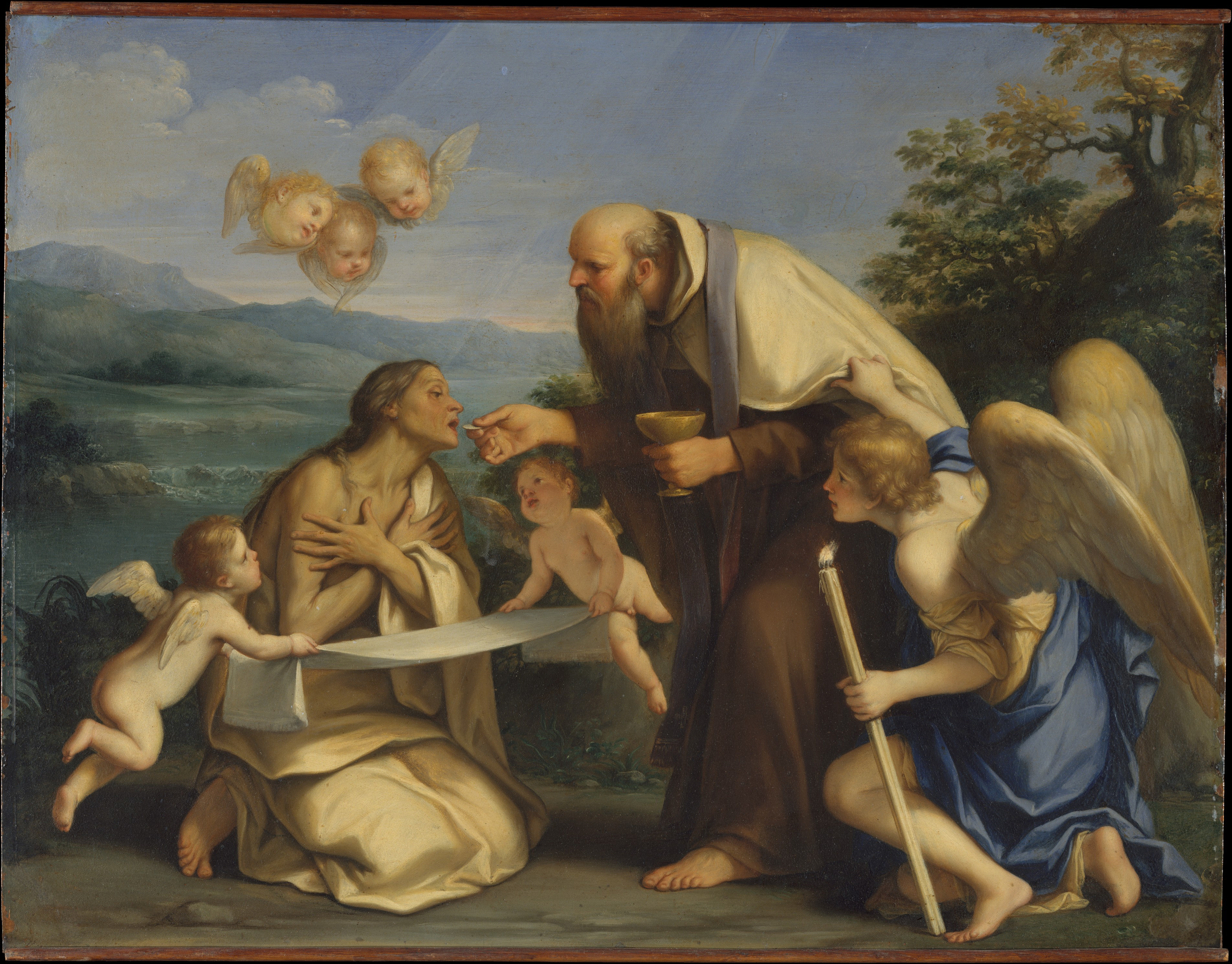
Marcantonio Franceschini - L'ultima comunione di santa Maria d'Egitto

Nato a Bologna da Giacomo Franceschini e Giulia Maffei, a 17 anni diviene uno studente del pittore Giovanni Maria Galli da Bibbiena ma, alla morte di questi nel 1668, completa la sua formazione artistica presso l'autorevole Carlo Cignani.
Con lui Franceschini ha l'occasione di svolgere numerosi lavori sia a Bologna, nei portici delle chiese di San Bartolomeo e dei Servi, che a Parma, dove lavora sugli affreschi del Palazzo del Giardino tra il 1678 e il 1681. 
Alla definitiva partenza del maestro per Forlì nel 1683, Marcantonio decide di non seguirlo per aprire una propria bottega in città. Da questo momento in poi la sua attività viene da lui stesso annotata in un taccuino, oggi conservato presso la Biblioteca Comunale dell'Archiginnasio di Bologna.
Numerosi pittori hanno lavorato nel suo studio o sono stati suoi allievi. Tra i suoi apprendisti ci sono stati anche Tommaso Aldrovandini, Giacomo Boni, Francesco Caccianiga, Antonio Cifrondi, Pietro Antonio Avanzini, Gaetano Ferratini (1695-1765) e Gentile Zanardi.
Muore il 24 dicembre 1729, nella città in cui ha sempre vissuto.
Molte istituzioni pubbliche detengono suoi dipinti: la Dulwich Picture Gallery di Londra, l'Honolulu Museum of Art, il Kunsthistorisches Museum e il Liechtenstein Museum di Vienna, il Metropolitan Museum of Art di New York e in Italia ai Musei Civici di Macerata, Museo Glauco Lombardi di Parma, la Pinacoteca Nazionale di Bologna, e il Polo Museale di Firenze.

## Opere

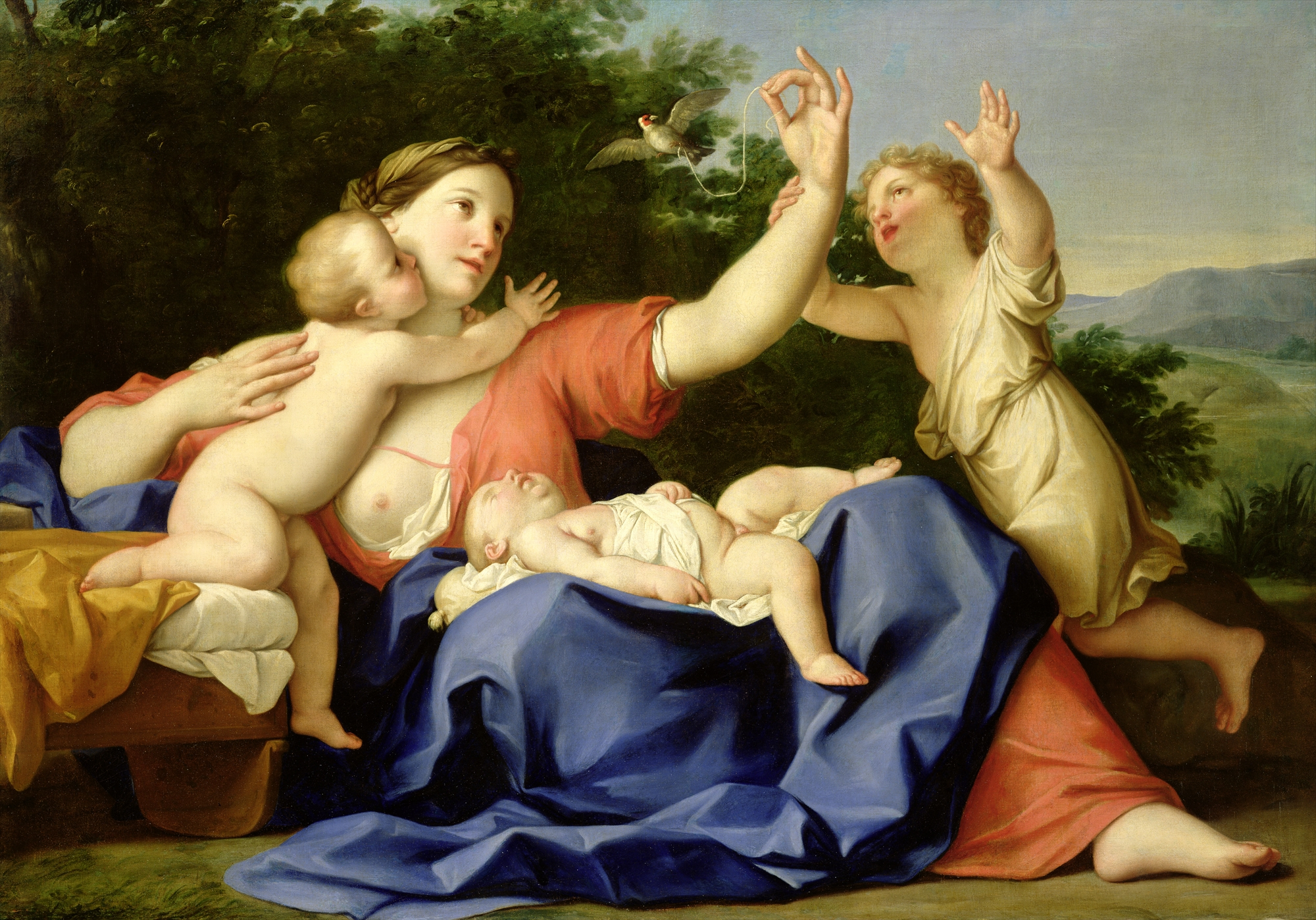
Marco Antonio Franceschini - Carità

### Affreschi
- Bologna, Palazzo Monti
- Bologna, Palazzo Ranuzzi-Baciocchi (oggi Palazzo di Giustizia)
- Bologna, abside della chiesa dei Ss. Bartolomeo e Gaetano;
- Modena, Palazzo Ducale, Volta del Salone d'Onore (1696 circa)
- Reggio Emilia, Chiesa di San Prospero, Cappella del Tesoro (1701)
- Genova, Chiesa di San Filippo Neri, decorazione della volta della navata; Riposo Sacra Famiglia durante fuga in Egitto; 8 tempere sulla vita di San Filippo Neri
- Genova, Palazzo Lomellino, Stanza di Diana (1715-1722)
- Cesena, bozzetto per una lunetta di Palazzo Ranuzzi-Baciocchi di Bologna, collezione privata.

### Pale d'altare
- San Filippo Benizzi, Budrio, Chiesa di San Lorenzo (1675)
- I santi Pietro, Paolo, Alberto e Lucrezia, Finale Emilia, Chiesa dei Santi Filippo e Giacomo (1676-78)
- I Ss. Bartolomeo e Severo in gloria, Ravenna, Pinacoteca civica comunale (1683)
- Cristo appare a S. Elisabetta d'Ungheria, Bologna, Chiesa di Santa Maria della Carità
- San Tommaso da Villanova distribuisce le elemosine, Rimini, Chiesa di Sant'Agostino (1685)
- La Vergine ed il Bambino tra i Santi Luca, Giovanni Battista e Pier Celestino, Bologna, Chiesa di San Giovanni dei Celestini (1687)
- La Vergine col Bambino e i Santi Anna, Francesco d'Assisi e Francesco di Sales, Bologna, Chiesa di S. Maria di Galliera (1694)
- Crocifissione con la Vergine e i dodici Apostoli, Imola, Chiesa di San'Agostino (1694-95)
- Le anime del Purgatorio, Imola, Chiesa di San'Agostino (1694-95)
- Istituzione dell'eucaristia, Bologna, Chiesa del Corpus Domini
- Morte di San Giuseppe, Bologna, Chiesa del Corpus Domini
- Madonna in gloria coi Santi Filippo Neri e Francesco Saverio, San Giovanni in Persiceto, Chiesa Collegiata
- San Carlo Borromeo prega per la cessazione della peste di Milano, Modena, Chiesa di San Carlo Borromeo (1699-1701)
- San Lorenzo, Torino, Chiesa di San Lorenzo (1715)
- Riposo durante la fuga in Egitto, Genova, Chiesa di San Filippo Neri (1716)
- Sacra Famiglia in gloria e San Giorgio che uccide il drago, Parma, Basilica di Santa Maria della Steccata (1719)
- Annunciazione, Bologna, Chiesa di Sant'Isaia (1726)
- La Vergine distribuisce l'abito dell'Ordine dei Servi ai suoi sette fondatori, Bologna, Basilica di Santa Maria dei Servi (1727)
- La Vergine col Bambino ed i Ss. Giuseppe, Rocco, Giacomo, Bologna, Chiesa Metropolitana di S. Pietro (1727)
- Il Martirio dei Santi Felice e Fortunato, Chioggia, Chiesa di S. Maria Assunta (1728)
- Maria Plebis Advocata, Nave (Bs) Chiesa parrocchiale dell'Immacolata
- Visitazione della Beata Vergine Maria nella  Chiesa della Visitazione (Salò)

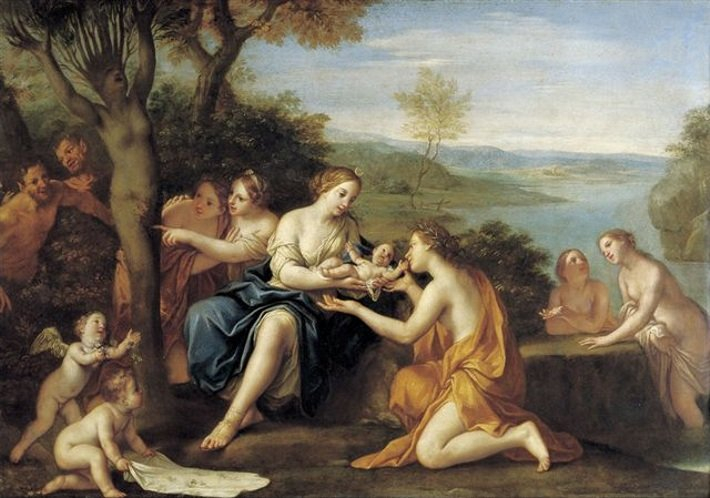
Marcantonio Franceschini - Nascita di Adone

### Dipinti
- Estasi della Maddalena, olio su rame, Castenaso, Marano, Collezione Molinari Pradelli (1683 circa)
- L'abate Zosimo comunica S. Maria Egiziaca, già pendant del precedente, New York, Metropolitan Museum of Art (1683 circa)
- Mosè e le figlie di Jetro, Genova, Galleria Nazionale di Palazzo Spinola (1696)
- Rebecca ed Eleazaro al pozzo, Genova, Galleria Nazionale di Palazzo Spinola (1696)
- Agar ed Ismaele, Genova, Galleria Nazionale di Palazzo Spinola (1696)
- Salomone incensa gli idoli, Genova, Galleria Nazionale di Palazzo Spinola (1696)
- Erminia fra i pastori, Torino, Galleria Sabauda (1707-1709)
- Armida scopre Rinaldo addormentato, Torino, Galleria Sabauda (1707-1709)
- Cicli di tele con Storie di Apollo, di Diana, e altri tratti dalle Metamorfosi di Ovidio, Vaduz
- La Primavera, Bologna, Pinacoteca nazionale (1716)
- L'estate, Bologna, Pinacoteca nazionale (1716)
- L'autunno, Bologna, Pinacoteca nazionale (1716)
- L'inverno, Bologna, Pinacoteca nazionale (1716)
- L'Angelo custode, Dulwich, Dulwich Picture Gallery (1716)
- La morte di Adone, Bologna, Pinacoteca nazionale (1723)
- Gesù con la Samaritana al pozzo, Cesena, Abbazia di Santa Maria del Monte, opera ora attribuita a Felice Torelli (?)
- Mercurio che sveglia Enea, Macerata, Sala dell'Eneide, Musei Civici di Palazzo Buonaccorsi
- Il giudizio di Salomone , collezione privata (1710 circa)
- Armida tenta di uccidere Rinaldo addormentato, Museo civico di Modena